# Belgrade Banjaluka 2021
De 15e editie van de wielerwedstrijd Belgrade Banjaluka vond in 2021 plaats van 22 tot en met 25 april. De start was in Belgrado en de finish in Banja Luka. De ronde is onderdeel van de UCI Europe Tour in de categorie 2.1. De Pool Jakub Kaczmarek won in 2020 het algemeen klassement dit jaar won de Est Mihkel Räim.

## Etappe-overzicht
| Etappe | Datum    | Start     | Finish     | Type       | Afstand | Winnaar      | Klassementsleider |
| ------ | -------- | --------- | ---------- | ---------- | ------- | ------------ | ----------------- |
| 1      | 22 april | Belgrado  | Šabac      | Vlakke rit | 89.6 km | Justin Wolf  | Justin Wolf       |
| 2      | 23 april | Obrenovac | Bijeljina  | Vlakke rit | 122 km  | Patryk Stosz | Justin Wolf       |
| 3      | 24 april | Bijeljina | Vlasenica  | Heuvelrit  | 124 km  | Daniel Auer  | Justin Wolf       |
| 4      | 25 april | Prijedor  | Banja Luka | Vlakke rit | 164 km  | Mihkel Räim  | Mihkel Räim       |

## Deelname
Er namen drie UCI ProTeam vijftien continentale teams, zes nationale selecties deel.
| UCI ProTeam                                                        | Continentaal | Continentaal | Nationale selectie                                                         |
| ------------------------------------------------------------------ | --- | --- | -------------------------------------------------------------------------- |
| Androni Giocattoli-Sidermec Bardiani-CSF-Faizanè Team Novo Nordisk | Adria Mobil Bike Aid Dukla Banská Bystrica EvoPro Racing Giotti Victoria Massi Vivo-Conecta Maloja Pushbikers Mazowsze Serce Polski | Meridiana Kamen Team Minsk Cycling Club Team Hrinkow Advarics Cycleang Vino-Astana Motors Voster ATS Team WSA KTM Graz X-Speed United Continental Team | Bosnië en Herzegovina Bulgarije Montenegro Noord-Macedonië Servië Slovenië |

## Eindklassementen

### Algemeen klassement
| Plaats    | Naam                   | Ploeg                           | Tijd      |
| --------- | ---------------------- | ------------------------------- | --------- |
| Gele trui | Mihkel Räim            | Mazowsze Serce Polski           | 10u40'27" |
| 2         | Justin Wolf            | Bike Aid                        | z.t.      |
| 3         | Patryk Stosz           | Voster ATS Team                 | + 4"      |
| 4         | Cyrus Monk             | EvoPro Racing                   | + 14"     |
| 5         | Filippo Fiorelli       | Bardiani-CSF-Faizanè            | + 16"     |
| 6         | Filippo Tagliani       | Androni Giocattoli-Sidermec     | + 20"     |
| 7         | Žiga Jerman            | Androni Giocattoli-Sidermec     | z.t.      |
| 8         | Kristian Javier Yustre | Androni Giocattoli-Sidermec     | z.t.      |
| 9         | Martin Lavrič          | Giotti Victoria                 | z.t.      |
| 10        | Jonas Rapp             | Team Hrinkow Advarics Cycleang  | z.t.      |
|           |                        |                                 |           |
| 51        | Jeroen Eyskens         | EvoPro Racing                   | + 3'35"   |
| 74        | Wesley Mol             | X-Speed United Continental Team | + 6'00"   |

### Bergklassement
| Plaats    | Naam          | Ploeg                          | Punten |
| --------- | ------------- | ------------------------------ | ------ |
| Rode trui | Daniel Auer   | WSA KTM Graz                   | 10     |
| 2         | Luka Pajek    | Team Hrinkow Advarics Cycleang | 9      |
| 3         | Jaka Primožič | Slovenië                       | 6      |

### Ploegenklassement
| Plaats | Ploeg                       | Tijd      |
| ------ | --------------------------- | --------- |
|        | Androni Giocattoli-Sidermec | 32u02'21" |
| 2      | EvoPro Racing               | z.t.      |
| 3      | Dukla Banská Bystrica       | z.t.      |

### Jongerenklassement
| Plaats     | Naam               | Ploeg                           | Tijd      |
| ---------- | ------------------ | ------------------------------- | --------- |
| Witte trui | Andrii Ponomar     | Androni Giocattoli-Sidermec     | 10u40'47" |
| 2          | Lukáš Kubiš        | Dukla Banská Bystrica           | z.t.      |
| 3          | Raul-Antonio Sinza | Giotti Victoria                 | + 47"     |
|            |                    |                                 |           |
| 15e        | Wesley Mol         | X-Speed United Continental Team | + 5'40"   |

## Klassementenverloop
| Etappe       | Winnaar      | Algemeen klassement · | Bergklassement | Ploegenklassement           | Jongerenklassement |
| ------------ | ------------ | --------------------- | -------------- | --------------------------- | ------------------ |
| 1            | Justin Wolf  | Justin Wolf           | Luka Pajek     | Bike Aid                    | Mika Heming        |
| 2            | Patryk Stosz | Justin Wolf           | Luka Pajek     | Bike Aid                    | Mika Heming        |
| 3            | Daniel Auer  | Justin Wolf           | Luka Pajek     | Androni Giocattoli-Sidermec | Lukáš Kubiš        |
| 4            | Mihkel Räim  | Mihkel Räim           | Daniel Auer    | Androni Giocattoli-Sidermec | Andrii Ponomar     |
| 0Eindstanden | 0Eindstanden | Mihkel Räim           | Daniel Auer    | Androni Giocattoli-Sidermec | Andrii Ponomar     |